# 超級橄欖球聯賽
超級橄欖球聯賽是南半球及亞洲最大的聯合式橄欖球俱樂部錦標賽，目前由澳洲、紐西蘭、南非、阿根廷、日本五國共15支俱樂部球隊參加。
超級橄欖球聯賽的前身是成立於1986年的南太平洋錦標賽，共有6支球隊參加。超級橄欖球聯賽始於1996年球季的「超級12聯賽」，共有來自澳大利亞、紐西蘭、南非的12支球隊參加。2006年球季因增加2支球隊而更名為「超級14聯賽」。2011年球季再擴充為15支球隊，並改名為「超級橄欖球聯賽」，而不再使用球隊數目。2016年，阿根廷及日本各有1支球隊加入南非群組參賽，再加上南非本身也增加1支新球隊，總共有18支球隊參加。2018年，澳大利亞減少1隊而剩4隊，與日本的球隊合組一個聯盟；紐西蘭維持5隊而自成一個聯盟；南非減少2隊而剩4隊，與阿根廷的球隊合組一個聯盟；總數因而恢復為15支球隊。
台灣地區於2016年賽季始有電視轉播，轉播平台為中華電信MOD的setanta Sport Asia。

## 歷史

### 前SANZAR時期
- 超級6隊
- 超級10隊

### SANZAR/SANZAAR時期（1995年迄今）
- 超級12隊
- 超級14隊
- 超級橄欖球：15隊
- 擴展至阿根廷與日本：18隊
- 重整：15隊

## 隊伍
| 隊伍介紹 |          |                        |                  |                                                                                             |
| 聯盟     | 隊伍     | 城市/區域              | 總教練           | 主場 (容納人數)                                                                             |
| 澳大利亞 | 野馬隊   | 坎培拉/澳洲首都特區    | Jake White       | 坎培拉體育場 (25,011)                                                                       |
| 澳大利亞 | 瓦拉塔隊 | 雪梨/新南威爾斯州      | Michael Foley    | 澳大利亞體育場 (83,500) 雪梨足球場 (45,500)                                                 |
| 澳大利亞 | 紅隊     | 布里斯本/昆士蘭        | Ewen McKenzie    | Suncorp Stadium (52,500)                                                                    |
| 澳大利亞 | 太陽狼   | 東京                   | Jamie Joseph     | 秩父宮橄欖球場 (27,188)                                                                     |
| 澳大利亞 | 反抗者隊 | 墨爾本/維多利亞州      | Damien Hill      | AAMI Park (30,050)                                                                          |
| 紐西蘭   | 藍隊     | 奧克蘭/奧克蘭大區      | Vacant           | 伊甸公園 (50,000) 北部港口體育場 (25,000)                                                   |
| 紐西蘭   | 酋長隊   | 漢密頓/懷卡托          | Dave Rennie      | Baypark Stadium (19,800) Waikato Stadium (25,800)                                           |
| 紐西蘭   | 十字軍隊 | 基督城/坎特伯雷區      | Todd Blackadder  | AMI Stadium (38,628) Rugby League Park (18,600)                                             |
| 紐西蘭   | 高地人隊 | 但尼丁/奧塔哥大區      | Jamie Joseph     | Forsyth Barr Stadium (30,748) Queenstown Events Centre (19,000) Rugby Park Stadium (17,000) |
| 紐西蘭   | 颶風隊   | 威靈頓/威靈頓大區      | Mark Hammett     | FMG Stadium (18,000) McLean Park (22,000) 西太平洋銀行體育場 (34,500)                       |
| 南非     | 公牛隊   | 普勒托利亞/豪登省      | Frans Ludeke     | 洛夫托斯球場 (51,762) 奧蘭多體育場 (40,000)                                                 |
| 南非     | 美洲豹隊 | 布宜諾斯艾利斯         | Raúl Pérez       | 何塞·阿馬爾菲塔尼體育場 (49,540)                                                            |
| 南非     | 獅隊     | 約翰尼斯堡/豪登省      | Vacant           | 埃利斯公園球場 (62,567) 足球城體育場 (94,736) 姆博貝拉球場 (40,920)                         |
| 南非     | 鯊魚隊   | 德爾班/誇祖魯-納塔爾省 | John Plumtree    | Kings Park Stadium (55,000) 摩西·馬布海達體育場 (62,760)                                    |
| 南非     | 風暴人隊 | 開普敦/西開普省        | Allister Coetzee | Newlands Stadium (51,900) 開普敦球場 (64,100)                                               |

## 外部連結
- SANZAAR超級橄欖球聯賽官方網站 （页面存档备份，存于）
- ARU 超級橄欖球聯賽官方網站 （页面存档备份，存于）
- NZRU超級橄欖球聯賽官方網站 （页面存档备份，存于）